# SS Ocean Monarch
El Ocean Monarch fue un barco de pasajeros construido por Vickers-Armstrongs en 1950. Trabajó con la Furness Bermuda Line durante quince años, luego con una compañía búlgara durante tres años, rebautizado como Varna. Pasó gran parte de la década de 1970 amarrado, y fue rebautizado como Venus y luego como Riviera. A principios de la década de 1980, fue rebautizado como Reina del Mar y reacondicionado para su uso posterior como crucero, pero un incendio lo destruyó; y fue hundido el 1 de junio de 1991 después de que estallara otro incendio.

## Hundimiento
El 28 de mayo de 1991, se produjo un incendio que destruyó por completo el alojamiento de los pasajeros. El barco fue remolcado fuera de Ambelakia, donde se estaba llevando a cabo la renovación. El remolque se partió y el Reina del Mar encalló en la isla de Salamina. Después de ser reflotado, fue amarrado cerca del Rasa Sayang, que también había sido destrozado por el fuego. El 28 de junio de 1981, se produjo un nuevo incendio en el Reina del Mar, y luego fue hundido frente a Kynosoura (isla Salamina).